# US-amerikanische Basketball-Olympiamannschaft 1960
Das 1960 United States Olympic Team vertrat bei den Olympischen Sommerspielen 1960 die Vereinigten Staaten. Die von Peter Newell, Trainer der California Golden Bears, trainierte Basketballnationalmannschaft der USA dominierte die Konkurrenz. Im Durchschnitt gewannen sie die Spiele mit 42,4 Punkten Vorsprung. Für viele ist es das beste Amateurbasketballteam aller Zeiten. Hierfür wurde es 2010 in die Naismith Memorial Basketball Hall of Fame aufgenommen.

## Mitglieder
| Name               | Position | Größe | Gewicht | Alter | Heimatstadt           | Team/Schule                        |
| ------------------ | -------- | ----- | ------- | ----- | --------------------- | ---------------------------------- |
| Jay Arnette        | Guard    | 1,88  | 79      | 21    | Austin, Texas         | Texas                              |
| Walt Bellamy       | Center   | 2,11  | 102     | 21    | Baltimore, Maryland   | Indiana                            |
| Bob Boozer         | Forward  | 2,03  | 98      | 23    | Omaha, Nebraska       | Peoria Caterpillars (Kansas State) |
| Terry Dischinger   | Forward  | 1,98  | 86      | 19    | Terre Haute, Indiana  | Purdue                             |
| Burdette Haldorson | Forward  | 2,01  | 102     | 26    | Austin, Minnesota     | Phillips 66ers (Colorado)          |
| Darrall Imhoff     | Center   | 2,11  | 100     | 21    | Berkeley, Kalifornien | California                         |
| Allen Kelley       | Guard    | 1,81  | 74      | 27    | McCune, Kansas        | Peoria Caterpillars (Kansas)       |
| Lester Lane        | Guard    | 1,81  | 75      | 28    | Purcell, Oklahoma     | Wichita Vickers (Oklahoma)         |
| Jerry Lucas        | Forward  | 2,03  | 100     | 20    | Middletown, Ohio      | Ohio State                         |
| Oscar Robertson    | Forward  | 1,96  | 100     | 21    | Indianapolis, Indiana | Cincinnati                         |
| Adrian Smith       | Guard    | 1,83  | 80      | 23    | Farmington, Kentucky  | U.S. Armed Forces (Kentucky)       |
| Jerry West         | Guard    | 1,88  | 84      | 22    | Chelyan, West Virgina | West Virginia                      |

## Qualifikationsturnier
Die Qualifikation für das Team fanden im März und April 1960 im Denver Coliseum in Denver statt. Die Qualifikation fand in Form eines Turniers mit acht Teams statt. Unter anderem traten der NCAA National Champions, die Ohio State Buckeyes, das Team der NCAA All-Stars mit Jerry West und Oscar Robertson, das NAIA All-Star Team und die AAU Champions (Amateur Athletic Union Tournament), die Peoria Caterpillar Cats an. Das NCAA All-Stars Team gewann das Turnier überzeugend und so wurde Pete Newell zum Cheftrainer sowie Warren Womble als Assistent ernannt.
Zur damaligen Zeit kämpften AAU und NCAA um die Kontrolle im US-Basketball. Das Team bestand aus sieben Spielern aus dem College-Basketball, vier Spielern aus der AAU und einem Vertreter der Streitkräfte der Vereinigten Staaten (Guard Adrian Smith). Aufgrund dieses Kompromisses wurden einige Top-College-Spieler wie John Havlicek und Lenny Wilkens aus dem Team gestrichen.

## Olympisches Turnier
Das Team betritt das olympische Basketballturnier in Rom mit acht Siegen und keiner Niederlage. Durchschnittlich erzielten sie 101,9 Punkte und ihre Gegner 59,5. Vier amerikanische Spieler erzielten durchschnittlich mehr als 10 Punkte pro Spiel: Oscar Robertson (17.3), Jerry Lucas (16.8), Jerry West (14.1), Terry Dischinger (11.3) und Adrian Smith (10.9). Lucas erzielt im Finale gegen die Brasilianer 21 Punkte nachdem er im Halbfinale gegen Italien 21 Punkte erzielte.

### Ergebnisse
- USA 88, Italien 54
- USA 125, Japan 66
- USA 107, Ungarn 63
- USA 104, Jugoslawien 42
- USA 108, Uruguay 50
- USA 81, Sowjetunion 57
- USA 112, Italien 81
- USA 90, Brasilien 63

## Vermächtnis
Das Team von 1960 gilt als eines der besten Amateurteams in der Geschichte des Basketballs. Neun Mitglieder des Kaders spielten später in der NBA und vier Spieler (Robertson, Lucas, West und Walt Bellamy) wurden auch als Einzelspieler, ebenso wie die Trainer Pete Newell und Dutch Lonborg, in die Naismith Memorial Basketball Hall of Fame aufgenommen.
2010 wurde die Mannschaft von 1960 gemeinsam mit dem Dream Team, der Olympiamannschaft von 1992, in die Naismith Memorial Basketball Hall of Fame aufgenommen. Die beiden Teams wurden als siebte und achte Mannschaft aufgenommen.